# Bilîkivka, Bilopillea
Bilîkivka (în ucraineană Біликівка) este un sat în comuna Suprunivka din raionul Bilopillea, regiunea Sumî, Ucraina.

## Demografie
Componența lingvistică a localității Bilîkivka
     Ucraineană (98,29%)
     Rusă (1,71%)
Conform recensământului din 2001, majoritatea populației localității Bilîkivka era vorbitoare de ucraineană (98,29%), existând în minoritate și vorbitori de rusă (1,71%).